# Старогутский сельский совет (Середино-Будский район)
Старогутский сельский совет (укр. Старогутська сільська рада) — входит в состав
Середино-Будского района
Сумской области
Украины.
Административный центр сельского совета находится в 
с. Старая Гута
.

## Населённые пункты совета
- с. Старая Гута
- с. Василевка
- с. Гаврилова Слобода
- с. Новая Гута

## Ликвидированные населённые пункты совета
- с. Гаврилово